# A Maid of Constant Sorrow
A Maid of Constant Sorrow è il primo album in studio della cantante statunitense Judy Collins, pubblicato nel 1961.

## Tracce
Side 1
1. Maid of Constant Sorrow – 2:35
2. The Prickilie Bush – 3:25
3. Wild Mountain Thyme – 2:30
4. Tim Evans – 2:51
5. Sailor's Life – 2:41
6. Bold Fenian Men – 2:44

Side 2
1. Wars of Germany – 3:10
2. O Daddy Be Gay – 2:34
3. I Know Where I'm Going – 1:50
4. John Riley – 3:30
5. Pretty Saro – 3:03
6. The Rising of the Moon – 4:07